# Останній ворог (телесеріал)
Останній ворог (англ. The Last Enemy) — британський драматичний мінісеріал Телебачення BBC 2008 року, з Бенедиктом Камбербетчем, Анамарією Марінка, Робертом Карлайл та Максом Біслі у головних ролях. Мінісеріал вийшов у етер 17 лютого 2008 року на каналі «BBC One».

## Синопсис
Події мінісеріалу відбуваються у недалекому майбутньому. Після страшного і найпотужнішого теракту в історії, який прогримів на одній з лондонських станцій метро, британська влада вводить в країні надзвичайний режим безпеки. Тепер вся Велика Британія оповита тоталітарним режимом, який був введений для боротьби з терористами та іншими злочинцями. Ніхто з мешканців не проти нововведень влади, оскільки кожен боїться терактів на стільки, що готовий терпіти будь-які зміни в суспільному житті. Тепер у кожного є електронний жетон, за допомогою якого можна відстежити пересування будь-якої людини, щоб заздалегідь припинити будь-який терористичний акт.
У цей час дослідник Стівен Езард повертається у Велику Британію з Китаю, після звістки про смерть свого брата. Він дізнається, що вдова брата Ясім Анвар приховує розшукувану, смертельно поранену, нелегальну іммігрантку. Однак незабаром іммігрантка гине, і Ясіма зникає разом з її тілом, залишаючи більше питань, ніж відповідей. Тим часом Стівен починає працювати консультантом та організатором нової комп'ютерної системи ТІП (Тотальна Інформаційна Поінформованість), встановленої британською владою у відповідь на теракт в лондонському метро. Використовуючи свої навички роботи з системою, Стівен намагається таємно розшукати Ясім, не підозрюючи, що він є пішаком в урядовій змові.

## У ролях
Головні
- Бенедикт Камбербетч — Стівен Езард
- Анамарія Маринка — Ясім Анвар
- Макс Біслі — Майкл Езард
- Роберт Карлайл — Девід Рассел

Повторювані
- Єва Бертістл — Елеонора Брук
- Джеральдін Джеймс — Барбара Терні
- Девід Гервуд — Патрік Най
- Джеймс Ленс — Брайан Голланд
- Сан Шелла — Ендрю Вілкокс
- Алекс Каан — Гаман
- Крістофер Фулфорд — Джордж Ґіббон
- Аліна Сербан — Надір
- Пол Гіґґінс — професор Лоуренс Купер
- Нік Сіді — професор Джон Мортон
- Девід Колдер — Лорд Каустон
- Том Фішер — Енді Батц
- Джеремі Бут — лікар
- Еміль Гостіна — Вучевич
- Чіпо Чанґ — Люсі Фокс
- Овідіу Нікулеску — Бепа
- Кіран О'Брайан — Вафа

## Епізоди
| № серії | Назва серії            | Режисер(и)       | Сценарист   | Оригінальна дата показу | Глядачів UK (млн) |
| ------- | ---------------------- | ---------------- | ----------- | ----------------------- | ----------------- |
| 1       | «Епізод 1» «Episode 1» | Єн Б. Макдональд | Пітер Беррі | 17 лютого 2008          | 4.2               |
| 2       | «Епізод 2» «Episode 2» | Єн Б. Макдональд | Пітер Беррі | 24 лютого 2008          | 2.5               |
| 3       | «Епізод 3» «Episode 3» | Єн Б. Макдональд | Пітер Беррі | 2 березня 2008          | 2.3               |
| 4       | «Епізод 4» «Episode 4» | Єн Б. Макдональд | Пітер Беррі | 9 березня 2008          | 2.5               |
| 5       | «Епізод 5» «Episode 5» | Єн Б. Макдональд | Пітер Беррі | 16 березня 2008         | 2                 |